# ウンム・カスル
ウンム・カスル（アラビア語: أم قصر）は、イラクの南東部にある都市。バスラ県の一部。ペルシア湾に面しており、ウンム・カスル港はイラクで最大の港となっている。ウンム・カスル空港が存在する。イラク鉄道のウンム・カスル駅がある。